# Erich Anderson
Edward Erich Anderson (ur. 24 października 1956 w Sagamihara, zm. 1 czerwca 2024 w Los Angeles) – amerykański aktor filmowy i telewizyjny.

## Życiorys
Występował w filmach fabularnych, serialach i projektach telewizyjnych. Karierę aktorską rozpoczął w 1983 r. na małym ekranie, rolą żołnierza w pilotowym odcinku serialu For Love and Honor. Już w niecały rok później otrzymał jedną z ważniejszych ról w kultowym horrorze Josepha Zito Piątek, trzynastego 4: Ostatni rozdział, będącym kontynuacją dochodowego dreszczowca Seana S. Cunninghama. Występ u Zito otworzył mu drzwi do kariery w Hollywood. Doceniając talent Andersona, jeszcze tego samego roku twórca czwartej części Piątku, trzynastego powierzył aktorowi rolę w swoim autorskim dziele Zaginiony w akcji, w którym to Erich towarzyszył na ekranie Chuckowi Norrisowi. Erich Anderson wystąpił w niezliczonych pozycjach tv, z których najpopularniejsze to m.in.: Melrose Place, Z Archiwum X, CSI: Kryminalne zagadki Las Vegas, Nowojorscy gliniarze, Kości, JAG – Wojskowe biuro śledcze czy Dotyk anioła. Anderson niewielki występ zaliczył także w Nocnej straży Olego Bornedala (1997). Był też współscenarzystą serialu tv Szeryf z 1995 roku.
Mieszkał w Los Angeles, gdzie zmarł 1 czerwca 2024 w wieku 67 lat. Przyczyną śmierci był nowotwór przełyku.

## Wybrana filmografia
| Rok  | Tytuł                                    | Rola                    |
| ---- | ---------------------------------------- | ----------------------- |
| 1984 | Piątek, trzynastego IV: Ostatni rozdział | Rob Dier                |
| 1984 | Zaginiony w akcji                        | Masucci                 |
| 1988 | Bat 21                                   | Major Jake Scott        |
| 1992 | Star Trek: Następne pokolenie            | Komandor Kieran MacDuff |
| 1994 | Matlock                                  | Tom                     |
| 1994 | Szklana tarcza                           | Ira Kern                |
| 1998 | Felicity                                 | Ian                     |
| 1998 | Przed metą                               | Collin Pounder          |
| 1999 | Złodziejski trick                        | Tenesco                 |
| 2000 | Podwójne życie                           | Paul                    |
| 2002 | Niewierna                                | Bob Gaylord             |